# 盧安 (阿肯色州)
盧安（英語：Louann）是一個位於美國阿肯色州沃希托縣的城鎮。

## 地理
盧安的座標為33°23′30″N 92°47′36″W / 33.39167°N 92.79333°W，而該地的平均海拔高度為41米（即135英尺）。

## 人口
根據2020年美國人口普查的數據，盧安的面積為0.62平方千米，皆為陸地。當地共有人口153人，而人口密度為每平方千米246人。